# New Executable
Le format NE (New Executable, nouvel exécutable) est un format de fichiers des fichiers exécutables sur les systèmes d'exploitation 16 bits de Microsoft Windows tels que Windows 1.0, 2 et 3.x. Il a été remplacé par le format Portable Executable (PE) qui est adapté pour les systèmes 32 bits de l'OS.